# Henriettea ininiensis
Henriettea ininiensis är en tvåhjärtbladig växtart som först beskrevs av John Julius Wurdack, och fick sitt nu gällande namn av Penneys, Michelangeli, Judd och Frank Almeda. Henriettea ininiensis ingår i släktet Henriettea och familjen Melastomataceae. Inga underarter finns listade i Catalogue of Life.